# 刘德治
刘德智（—1952年），北京人，徐有禄的弟子，“相声八德”之一，著名的相声演员。

## 生平
刘德智出生于官宦家庭，父亲是清朝如意馆官员，自己也在御膳房供职。清朝灭亡之后，他拜师于徐有禄，在北京天桥和观音寺等地说相声以谋生计。1935年，其搭档焦德海逝世，他便开始独自一人说单口相声。
刘德智爱好《三国演义》、《红楼梦》等中华传统文化，曾创作了《批三国》。
1950年，刘德智出任北京相声改进小组组长，1951年，刘德智随军队抗美援朝慰问演出。1952年，刘德智逝世。

## 作品
- 《掏沟》
- 《女招待》
- 《马思远》
- 《批三国》

## 徒弟
- 张振魁
- 郭启儒